# برایان مک‌درموت (بازیکن فوتبال)
برایان مک‌درموت (انگلیسی: Brian McDermott؛ زادهٔ ۸ آوریل ۱۹۶۱) یک بازیکن فوتبال است.